# Р-1Е
Ракета Р-1Е (1РЕ, В-1Е, 1ВЕ) - одна из первых советских геофизических ракет.

## История создания
Создана на базе построенной под руководством С. П. Королёва советской баллистической ракеты дальнего действия на жидком топливе Р-1, которая 10 октября 1948 года успешно стартовала, пролетела 288 км и попала в заданный район. Прототипом Р-1 была трофейная немецкая ракета А-4 (ФАУ-2), созданная во время второй мировой войны Вернером фон Брауном.
Ракета Р-1Е предназначена для проведения комплекса научных исследований и экспериментальных работ на высотах порядка 100 км:
1. исследование физических и химических характеристик воздуха, спектрального состава излучения Солнца, изменения аэродинамических характеристик при больших скоростях и высотах; разработка метода определения направления и скорости ветра в верхних слоях атмосферы;
2. определение физических процессов в ионосфере и плотности ионизации на высотах ~100 км;
3. проверка поглощающей способности озона на высоте 55-60 км;
4. исследование жизнедеятельности животных при подъеме на ракете на большие высоты, а также испытания систем их спасения, систем спасения агрегатов с аппаратурой и корпуса ракеты.

Кроме того, на ракете устанавливаются аппаратура и датчики телеизмерений по специально разработанной программе.
При пусках ракеты Р1-Е была сделана еще одна попытка найти конструктивное решение, обеспечивающее спасение корпуса ракеты. Для этой цели на головной части установили три пороховых ускорителя, сообщавшие ей скорость отделения около 12 м/с. Однако этого оказалось недостаточно.
Новый конструктивный вариант системы спасения корпуса ракеты заключался в использовании пиропушки, которая должна была не только вводить в действие вытяжные купола парашютов, но и одновременно освобождать парашютные пакеты, в которые были уложены основные купола парашютов.
Все поставленные задачи, обеспечивающие проведение научных экспериментов, были решены, за исключением одной — спасения корпуса ракеты.

## Пуски
Всего с полигона Капустин Яр провели шесть пусков с 25 января 1955 по 7 июня 1956 года, четыре из которых были удачными.
- 25.01.1955 Отрыв головной части на 22-й секунде. Спасли животных в левой тележке.
- 05.02.1955 Аварийный пуск.
- 04.11.1955 Спасли головную часть, приборные контейнеры и  животных в двух тележках. Отработал дымовой контейнер.
- 14.05.1956 Спасли головную часть и  животных в двух тележках. Отработал дымовой контейнер. По  приборным контейнерам информации нет.
- 31.05.1956 Спасли головную часть, приборные контейнеры и  животных в двух тележках. Дымовой контейнер не устанавливался.
- 07.06.1956 Спасли головную часть, приборные контейнеры и  животных в двух тележках. Отработал дымовой контейнер.

## Технические характеристики
| Стартовая масса                        | 14 211 кг                          |
| Вес незаправленной ракеты              | 4800 кг                            |
| Двигатель                              | ЖРД РД-100                         |
| Тяга двигателя                         | 27,5 тс                            |
| Удельный импульс                       | 208 с                              |
| Время работы                           | 65 с                               |
| Компоненты топлива                     | 75% этиловый спирт-жидкий кислород |
| Масса топлива                          | 9411 кг                            |
| Масса полезного груза                  | 1819 кг                            |
| Масса спасаемой головной части         | 760 кг                             |
| Масса спасаемого контейнера ГеоФИАН    | 130 кг                             |
| Масса дымового контейнера ДК-2         | 137 кг                             |
| Масса спасаемого корпуса ракеты        | 4286 кг                            |
| Длина (полная)                         | 17955 мм                           |
| Диаметр корпуса                        | 1650 мм                            |
| Максимальный диаметр                   | 2590 мм                            |
| Размах стабилизаторов                  | 3564 мм                            |
| Скорость в момент выключения двигателя | 1183 м/с                           |
| Характеристическая скорость            | 1700 м/с                           |
| Высота подъёма                         | 100 км                             |